# غروميكاتينا (كيبك)
غروميكاتينا (بالإنجليزية: Gros-Mécatina, Quebec)‏ هي بلدية محلية في كيبيك تقع في كندا في Le Golfe-du-Saint-Laurent Regional County Municipality.[بحاجة لمصدر] يقدر عدد سكانها بـ 499 نسمة ومساحتها 1,388.20 كم2 .